# 鍾希顏
鍾希顏（16世紀—1638年），字心卓，北直隸廣平府清河縣人，明朝政治人物。

## 生平
鍾希顏在萬曆三十四年（1606年）中舉人，天啟二年（1622年）成進士，户部观政，本年授山西大同知县，改任保定府学教授，六年升南国子监学正。崇祯元年（1628年）升户部主事，升陕西司郎中，延宁管粮，三年丁忧。六年起补户部浙江司郎中，七年陞為山西冀北道右參議，在大旱時祈禱求雨，要求下屬不得屠宰，自己和家人齋戒和步禱，大雨隨後降下。後來他以直言忤逆權臣，辭官回鄉，崇禎十一年（1638年）遇上流賊攻陷城池，他罵賊不屈而死。